# Michael Strahan
Michael Strahan, född 21 november 1971 i Houston, Texas, är en före detta professionell amerikansk fotbollsspelare.  Han spelade hela sin karriär mellan 1993 och 2007 för New York Giants på positionen Defensive End (DE).
Efter avslutad spelarkarriär jobbar han nu som expertkommentator i Fox NFL Sunday.
Michael Strahan inledde sin karriär i National Football League, NFL, år 1993 då han blev draftad redan i andra omgången av New York Giants. Efter att ha missat 7 matcher som rookie på grund av en fotskada så gjorde han snabbt succé och spelade som ordinarie sin andra säsong.
2001 slog han NFL-rekord i antal sackningar (när man tacklar quarterbacken) under en säsong och är nu den som har gjort flest sackningar i Giants historia. 
Vid slutet på säsongen 2007, när Strahan hade spelat i NFL i 15 år, hade han gjort 141.5 sackningar, 794 tacklingar, 4 interceptions (när man tar bollen från motståndarlaget), 21 forced fumbles (när han får motståndaren att tappa bollen) och 2 touchdowns.
Den 11 december 2021 flög han med Blue Origins New Shepard under en flygning kallad Blue Origin NS-19.